# Divesoft

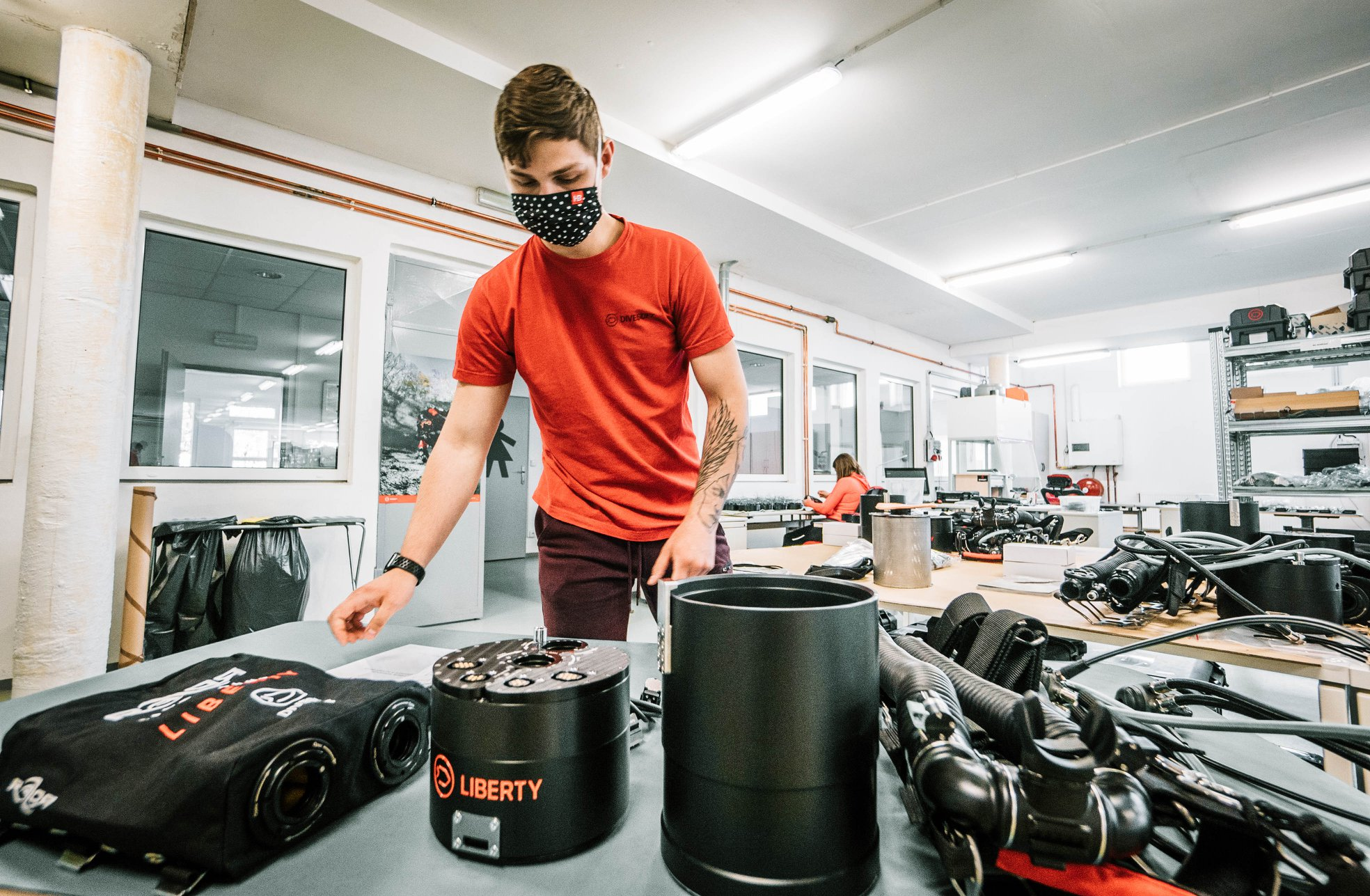
Divesoft výroba

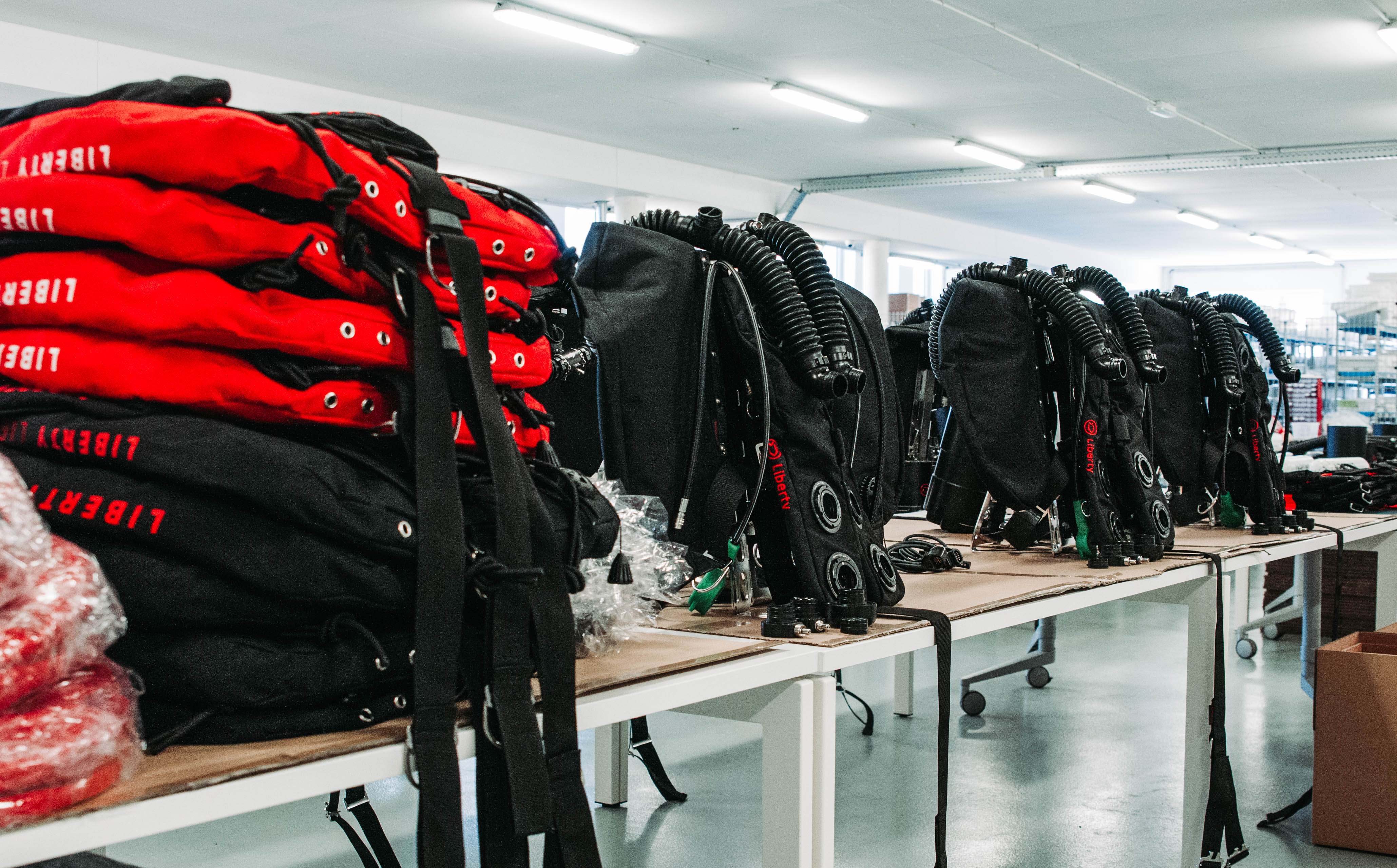
Rebreathery Liberty

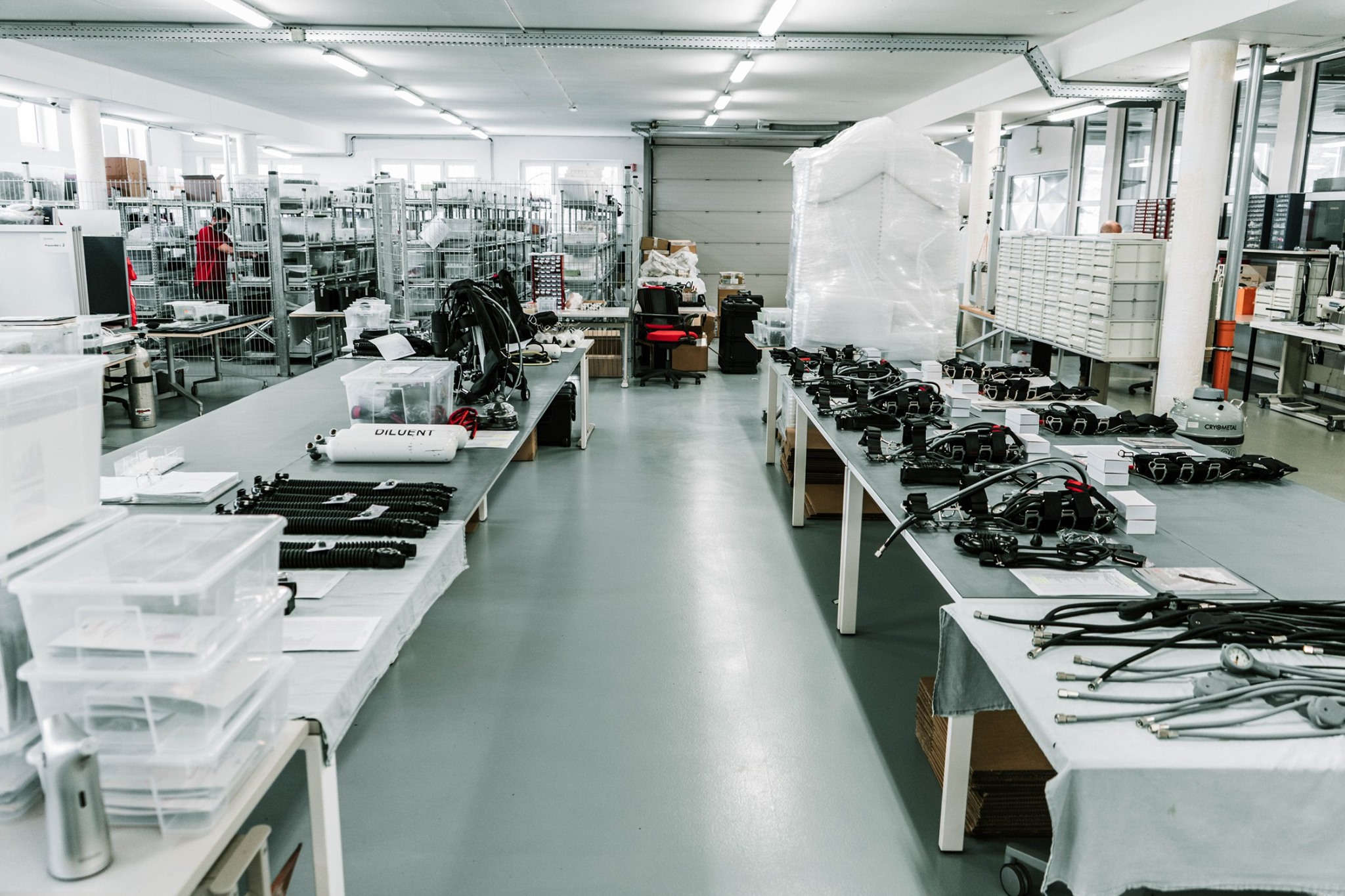
Výrobní hala Divesoft

Divesoft s.r.o. je česká firma, která se specializuje na vývoj a výrobu profesionálního potápěčského vybavení, zejména rebreatherů, analyzátorů hélia a profesionálních potápěčských počítačů. Firma byla založena v roce 2013 manželským párem Alešem Procháskou a Lucií Šmejkalovou. V současné době[kdy?] má sídla v Roudnici nad Labem (tam probíhá všekerý vývoj, testování a výroba) a v Tampě na americké Floridě.[zdroj?]

## Historie
Aleš Procháska se rozhodl v roce 2002 vyvinout vlastní typ levnějších a dokonalejších analyzátorů helia. Využil své znalosti softwaru a první kusy na prodej začal vyrábět v roce 2011. Zároveň začal s vývojem kompletní potápěčské jednotky s uzavřeným okruhem. Vývoj a výroba nového konceptu trvaly tři roky a pro testování byl mimo jiné vytvořen také dýchací simulátor ve formě umělých plic. Z bezpečnostních důvodů se v něm všechny součásti (počítač, heliová i kyslíková čidla) nacházejí dvakrát.[zdroj?]

## Produkty
Základním produktem firmy je CCR Liberty, profesionální dýchací přístroj s uzavřeným okruhem určený pro potápění v extrémních podmínkách, jako jsou velké hloubky nebo velmi dlouhé ponory. Odlehčená cestovní varianta Liberty Light v suchém stavu s 2l lahvemi váží 22,3 kg (o 10 kilogramů méně oproti standardní váze). K dalším produktům patří analyzátory, které měří koncentraci kyslíku a hélia v dýchací směsi; vyrábí se ve dvou provedeních – SOLO a HE/02. Potápěčské počítače Freedom mohou být díky vlastnímu softwaru použity při nejnáročnějších ponorech a s jakýmikoliv kombinacemi potápěčského příslušenství a dýchacích směsí.[zdroj?]
Společnost se podílela také na vývoji a výrobě sensoru do plicního ventilátoru pro pacienty s dýchacími obtížemi.